# Goldfund von Cottbus
Der Goldfund von Cottbus ist ein bedeutender Goldschatzfund  aus der Völkerwanderungszeit in Deutschland. Er wurde am 17. Januar 1934 in Ströbitz bei Cottbus entdeckt und umfasst vier Armringe und einen Halsring im Gesamtgewicht von 856 g Feingold.

## Beschreibung
Drei Armringe sind schlicht, nicht verziert und haben stempelförmig verdickte Enden. Der vierte Armring ist doppelt gewunden und auf der Schauseite reich mit eingepunzten Ornamenten versehen. Dieser ist ein typischer Vertreter der Schlangenkopfarmringe, die in Südschweden häufiger aufgefunden werden. Durch die völlige Stilisierung der Tierköpfe an den Enden steht er typologisch einem Fund in Flurstedt sehr nahe.
Der doppelt zusammengelegte Halsring besteht aus dickem Golddraht und zeigt eine birnenförmige Verhakung der Enden.
Die Fundstücke sind dem 4. Jahrhundert nach Christus zuzuordnen.

## Fundstelle und Entdeckungsgeschichte
Die Fundstelle lag am Rande einer langgestreckten Sanddüne auf dem alten Exerzierplatz, heute der ehemalige Flugplatz. Diese erhob sich bis drei Meter hoch aus einer weiten Talsandebene und trug im Volksmund der damaligen Zeit den Namen Feldherrenhügel. In der Zeit vor dem Ersten Weltkrieg wurden von dort Truppenübungen geleitet und Militärparaden abgenommen.
Der Goldschatz wurde in circa 35 cm Tiefe beim Abtragen dieser Düne, übereinander liegend, frei im Boden, gefunden. Der Finder, ein Arbeiter, dachte erst an Messingringe und zerbrach den Schlangenkopfarmring in zwei Stücke, um das Material zu untersuchen. Am Abend brachte er den Fund dann zu dem Chemiker Oskar Lecher, der die Bedeutsamkeit erkannte und ihn sicherstellte.
Am 20. Januar 1934 wurde die Fundstelle im Auftrag von Wilhelm Unverzagt durch die Bezirkspfleger Johannes Pätzold und Otto Doppelfeld sowie Herrn Karl-Heinrich Marschalleck und den Finder des Schatzes besichtigt. Dabei wurde festgestellt, dass die Ringe ohne Beifund frei im Boden gelegen haben, es sich somit wohl um einen Verwahrfund handeln musste. Eine zeitnah vorgenommene Nachgrabung zeigte keine Spuren einer Störung in dem völlig stein- und kiesfreien Boden.
Beim weiteren Abtragen der Düne wurden zwar noch große Herdgruben mit slawischem Scherbenmaterial entdeckt, ein Zusammenhang zum Goldfund konnte aber nicht hergestellt werden.

## Verbleib
Der Cottbuser Goldfund wurde vom Staatlichen Museum für Vor- und Frühgeschichte zu Berlin erworben und war dort im Saal 20 (Goldsaal) neben dem Eberswalder Goldschatz ausgestellt.
60 Jahre lag der Goldschatz in russischen Sonderdepots verborgen, 2007 wurde er dann in der deutsch-russischen Gemeinschaftsausstellung „Merowingerzeit – Europa ohne Grenzen“ wieder einer Öffentlichkeit gezeigt.